# Shanghai-museum
Het Shanghai-museum is een museum voor oude Chinese kunst gevestigd aan het Volksplein in de Chinese stad Shanghai.

## Gebouw
Het museum werd in 1952 opgericht en had als locatie de voormalige paardenracebaan. In 1959 verhuisde het museum naar het Zhonghui-gebouw. In 1992 stelde de gemeente een stuk land ter beschikking en werd het huidige museum gebouwd. Op 12 oktober 1993 werd het museum geopend.
Het is een bijna 30 meter hoog gebouw met een vierkante benedenverdieping en een ronde eerste verdieping. De gedachte hierachter is dat de lucht rond is en de aarde stevig en vierkant is. Het totale oppervlakte is 39.200 m².

## Collectie

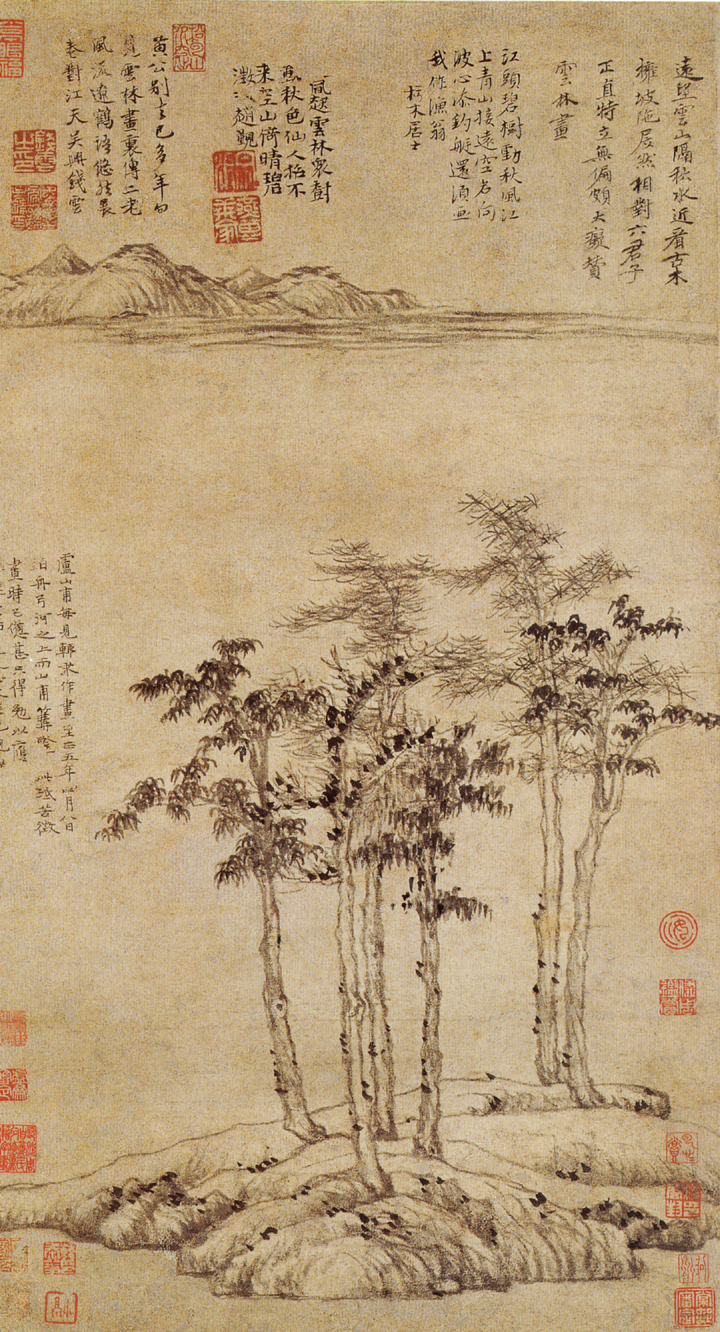
Zes edellieden (1345), hangende rol met gewassen inkt op papier van Ni Zan

Het Shanghai-museum heeft een collectie van ongeveer 120.000 oude Chinese voorwerpen. Het heeft een belangrijke collectie bronzen, die dateren vanaf de  18e eeuw v.Chr. (de Chinese bronstijd). Zo omvat de collectie ook bronzen voorwerpen uit de Periode van de Strijdende Staten (5e- 3e eeuw v.Chr.).
Verder zijn er ongeveer 7000 munten te zien in de galerij van de Chinese munten. Zij tonen de ontwikkeling van de Chinese munt en de groei van de economische uitwisseling tussen China en het buitenland. Hieronder is ook een collectie van 1783 munten van het Griekse tot het Mongoolse Rijk.
Er zijn elf zalen waar schilderijen, beelden, porselein en keramiek, kalligrafie, jade, meubelen en gebruiksvoorwerpen van de Yuan- Ming- en Qing-dynastieën tentoongesteld worden. Daarnaast zijn er drie zalen voor tijdelijke tentoonstellingen gebruikt.
Het museum heeft een bibliotheek met 20.000 kunst- en geschiedenisboeken.